# Europe Direct
Europe Direct steht für ein von der Europäischen Kommission ins Leben gerufenes Informationsnetzwerk.

## Netzwerk
Zu Europe Direct gehören die Europe Direct Informationscenter (EDI oder EDIC), die Europäischen Dokumentationszentren (EDZ) und das Redner Team Europe. Das Netzwerk wurde erstmals 2005 errichtet und nach einer Umgestaltung im Februar 2009 neu eröffnet.

## Zielgruppen
Zielgruppe der Europe Direct Informationscenter sind alle EU-Bürger. Die Europäischen Dokumentationszentren sollen gewährleisten, dass die Dokumente und Publikationen der EU für Forschung und Lehre, aber auch der interessierten Öffentlichkeit zugänglich sind. Das Team Europe ist ein Angebot an „Veranstalter“ von im weitesten Sinne „Veranstaltungen“ mit europäischem Charakter, wie beispielsweise Schulveranstaltungen mit europäischen Themen, Planspiele mit europäischem Inhalt, Podiumsdiskussionen etc. Zielgruppe des enterprise europe network sind kleine und mittlere Unternehmen (KMU).
Die Leistungen von allen Europe-Direct-Teilen sind grundsätzlich kostenfrei. Lediglich beim Team Europe können Auslagen wie Fahrtkosten oder bei einigen Referenten auch ein Honorar anfallen.

## Aufgaben
Hauptaufgabe von Europe Direct ist die Versorgung der europäischen Bevölkerung mit allgemeinen Informationen über EU-Themen und die Beantwortung von Fragen zu den politischen Aktivitäten der Europäischen Union und Förderung der europäischen Integration. Auch Ratschläge und praktische Hinweise, etwa über die Rechte, die Unionsbürgern nach europäischem Recht zustehen, sowie die Durchsetzung dieser Rechte werden erteilt. Die Informationen sind kostenlos, allerdings rechtlich unverbindlich und ohne Gewährleistung.
Anfragen werden in einem zentralen Kontaktzentrum in jeder der 24 Amtssprachen der Europäischen Union entgegengenommen und in derselben Sprache (oder in einer vom Anfragenden angegebenen Alternativsprache) beantwortet. Zur Qualitätssicherung müssen die Mitarbeiter des europe-direct-Kontaktzentrums mindestens drei Sprachen beherrschen sowie über einen Hochschulabschluss verfügen.
Erreichbar ist Europe Direct telefonisch (innerhalb der EU kostenfrei und über die einheitliche Nummer 00 800 6 7 8 9 10 11), über E-Mail oder eine Web-Plattform. Daneben besteht ein Netzwerk von EU-weit etwa 500 Informationszentren, die von Interessenten aufgesucht werden können. Diese Zentren werden von staatlichen oder privaten Stellen mit öffentlichem Auftrag in den Mitgliedstaaten betrieben und von der Kommission bezuschusst.